# Südbadischer Tischtennisverband
Der Südbadische Tischtennisverband (SbTTV) ist der Zusammenschluss der Tischtennis-Vereine in Südbaden. Er ist neben dem Tischtennisverband Württemberg-Hohenzollern e.V.(TTVWH) und dem Badischen Tischtennisverband (BaTTV) einer von drei Landesverbänden in Baden-Württemberg. Er gehörte bis zu dessen Auflösung im Jahr 2011 dem Süddeutschen Tischtennisverband an. Zum 1. Januar 2020 wird der SbTTV zusammen mit dem TTVWH einen gemeinsamen Verband gründen, die Fusion aller drei Baden-Württembergischen Landesverbände scheiterte daran, dass die Delegierten des BaTTV nicht mit der notwendigen Mehrheit für die Einbeziehung ihres Verbandes in die Fusion stimmten. Der STTV gliedert sich in die sechs Bezirke Schwarzwald, Rastatt/Baden-Baden, Ortenau, Oberrhein, Breisgau, Bodensee.
Die SbTTV-Geschäftsstelle befindet sich in Appenweier. Der aktuelle Präsident (2019) ist Horst Haferkamp.
Der älteste Tischtennisverein Südbadens ist der 1932 gegründete TTC Lörrach, dessen Funktionäre Rudi Sütterlin und Artur Roser zu den Gründungsmitgliedern des Südbadischen Tischtennisverbandes zählen.

## Struktur der Spielklassen
Der SbTTV ist für die Spielklassen
- Badenliga
- Verbandsliga
- Landesliga   (3 Parallelgruppen)

zuständig. Für die darunterliegenden Klassen sind die jeweiligen Bezirke verantwortlich.

## Geschichte
Der SbTTV wurde 1948 in Freiburg gegründet. Den Vorsitz übernahm Direktor Josef Schwarz (Freiburg). Die weiteren Vorsitzenden waren:
- 1949–1958 Rudolf Sütterlin (Lörrach)[3]
- 1958–1967 Erwin Wagner (Säckingen)
- 1967–1987 Franz Kölble (Ringsheim)[4]
- 1987–1991 Heinz Bayer (Offenburg)[5]
- 1991–1996 Helmut Unser (Rastatt)[6]
- 1996–1999 Hans-Georg Gebele
- 1999 – heute Horst Haferkamp[7]

Rudolf Sütterlin und Franz Kölbe wurden zu Ehrenvorsitzenden ernannt.
Am 19. Februar 1949 kam es in Lörrach zur zweiten internationalen Begegnung Deutschlands nach dem Krieg. Die französische Militärregierung genehmigte einen Wettkampf zwischen einer Baseler Auswahl und dem TTC Lörrach, den Lörrach mit 9:4 gewann.
Anfang der 1990er Jahre gab es Initiativen, die drei Mitgliedsverbände Badischer TTV, Südbadischer TTV und TTV Württemberg-Hohenzollern zu einem gemeinsamen Verband Baden-Württemberg zu vereinigen. In Erwartung dieses Zusammenschlusses wurden im Januar 1995 in Neckarsulm bereits gemeinsame Baden-Württembergische Meisterschaften durchgeführt. Zwar stimmten die beiden anderen Verbände dem Zusammenschluss mit großer Mehrheit zu, der Südbadische TTV lehnte dieses Vorhaben aber ab. Auf dem außerordentlichen Verbandstag in Waldkirch-Kollnau wurde die erforderliche Vier-Fünftel-Mehrheit der Stimmberechtigten nicht erreicht, der Zusammenschluss kam daher nicht zustande. Im Jahr 2019 kam es zu einem erneuten Anlauf, die drei Landesverbände zum eingetragenen Verein Tischtennis Baden-Württemberg e. V. als gemeinsamen Landesverband zu fusionieren. Auf zeitgleich am 29. Juni 2019 stattfindenden Verbandstagen stimmten die Delegierten des Südbadischen Tischtennisverbandes e.V. mit 100 %, die des Tischtennisverbandes Württemberg-Hohenzollern e.V. (TTVWH) mit 98 % und die des Badischen Tischtennisverbandes mit 68 % für den Zusammenschluss, da beim Badischen Tischtennisverbandes in der Satzung aber eine Zustimmungsquote von 80 % gefordert war, werden zum 1. Januar 2020 lediglich die beiden erstgenannten Verbände zum gemeinsamen Verband Tischtennis Baden-Württemberg e. V. verschmelzen.

## Mitgliederentwicklung
| Jahr | Vereine | Mitglieder | Mannschaften |
| ---- | ------- | ---------- | ------------ |
| 1990 | 280     |            | 1.597        |
| 1995 | 271     |            | 1.520        |
| 2000 | 255     | 23.913     |              |

## Wissenswertes
- Der TTC Lörrach ist der älteste Tischtennisverein in Südbaden. Er wurde 1932 gegründet.[14]